# Лобелвил (Тенеси)
Лобелвил (енгл. Lobelville) град је у америчкој савезној држави Тенеси.

## Демографија
По попису из 2010. године број становника је 897, што је 18 (-2,0%) становника мање него 2000. године.
| Група             | 2000.       | 2010.       |
| Белци             | 894 (97,7%) | 848 (94,5%) |
| Афроамериканци    | 2 (0,2%)    | 2 (0,2%)    |
| Азијати           | 2 (0,2%)    | 1 (0,1%)    |
| Хиспаноамериканци | 5 (0,5%)    | 22 (2,5%)   |
| Укупно            | 915         | 897         |